# ゾロ (バンド)
ゾロは日本のヴィジュアル系ロックバンド。

## 概要
2007年1月に元そろばんのメンバーを中心に結成し、同年6月11日に裕哉が加入。エクステなどを多用した派手な容姿とポップな音楽性で、若年層に広く人気が出てきている。メンバーはファンからあだ名で呼ばれている。2010年12月29日の渋谷C.C.Lemonホールにて活動休止する事が2010年12月27日にオフィシャルホームページにて発表され、Gt.タイゾ、Dr.裕哉の脱退が2010年12月29日に発表された。その後、所属していたマーヴェリック・ディー・シー・グループを離れ、2011年7月4日にバンド名をZORO表記に変えWebで再始動を発表した。2015年1月31日に同年5月5日の渋谷クラブクアトロをもって解散することを発表。2025年3月5日22:22に2025年10月5日の渋谷クラブクワトロでのライブを皮切りに4人で再び活動再開することが発表された。

## メンバー
- Vocal：龍寺（リュウジ）
  - 1985年9月24日生まれ、三重県出身。
  - 血液型はO型。

- Bass：たつひ
  - 11月24日生まれ、三重県出身。
  - 血液型はA型。

## 旧メンバー
- Guitar：タイゾ
  - 2月18日生まれ、福岡県出身。
  - 血液型はA型。
  - 2010年12月29日をもって脱退。
  - 現在はKraで活動中。

- Drums：裕哉（ユウヤ）
  - 7月6日生まれ、三重県出身。
  - 血液型はB型。
  - 2010年12月29日をもって脱退。

## ディスコグラフィー

### ミニアルバム
1. APOLLO（2007年8月29日）

### シングル
1. ロストテクノロジー（2008年3月5日）オリコンインディーズチャート初登場8位
2. Playear（2009年3月18日）
3. GOLD CARD（2010年3月3日）
4. HOUSE・OF・MADPEAK（2010年8月11日）オリコンインディーズチャート初登場3位
5. POLICE（2011年9月21日）
6. 薔薇肉（2012年2月29日）
7. HOWL（2012年7月18日）
8. NightRyder(2013年1月23日)
9. 妄想日記（2013年12月11日）オリコンチャート初登場117位
  - シドがインディーズ時に発表した楽曲をカバー。

### アルバム
1. ［COSMO］-ステンレスミュージック-（2008年8月20日）
2. CORE（2009年9月9日）
  - 2010年3月5日に、ヨーロッパでリリースされることが決定。
3. KIGA（2010年12月1日）

### DVD
1. NISHIKI（2009年5月27日）PV集

## タイアップ一覧
| 使用年 | 曲名 | タイアップ                                                              |
| ------ | ---- | ----------------------------------------------------------------------- |
| 2012年 | HOWL | 読売テレビ・日本テレビ系『ザ・狩人 こちら地球情報局』エンディングテーマ |